# 청주 전투 (1592년)
청주 전투(淸州戰鬪) 또는 청주성 전투(淸州城 戰鬪), 청주성 싸움은 임진왜란 당시 최초로 조헌이 이끄는 의병과 영규가 이끄는 승병이 연합하여 전투를 치러 승리한 전투로 이 전투에서 청주성을 탈환했고 이후 제2차 금산 전투로 이어졌다. 지금도 금산에 가면 7백의총과 기념관을 통해 의병들의 애국심과 기개를 느껴볼 수 있다.

## 배경
당시 청주는 일본군 제3진 구로다 나가마사에게 함락되어 충청도 방어사 이옥은 도망쳤고 이후 일본군 제5진 후쿠시마 마사노리가 이 성에서 머물다가 휘하 장수 하치스카 이에마사를 남겨두고 떠났다. 한편 옥천현감을 지냈던 충청도의 의병장 조헌은 1592년 6월 30일(음력 5월 21일) 10차례에 걸쳐 유생들을 회동하여 공주와 청주 사이를 왕래하여 의병을 모집해 옥천에서 봉기했다. 조헌은 첫 싸움으로 차령에서 일본군에게 포위당했으나 이를 무찔렀고 이후 일본군이 청주를 장악하자 충청도 서남쪽 온양, 정산, 홍주, 회덕 등 10개 읍에서 1000명의 의병을 모집하였고 승병장 영규가 이끄는 500명의 승병들과도 합류하여 청주성을 공격하기로 했다.

## 전투 과정
한편 도망쳤던 충청도 방어사 이옥과 공주 목사 허욱의 관군이 연기군 동쪽에 진을 치고 있다가 7월 말에 청주로 진출했고 영규 대사는 청주성에서 15리 떨어진 안심사에서 결집하여 서문 밖에 진출해 조헌의 지휘를 받았다. 그리하여 9월 6일(음력 8월 1일) 총 1500명의 의병과 승병 연합군이 청주성 서문으로 총공격을 가해 조총으로 공격하던 일본군을 물리치고 청주성을 탈환했다.

## 결과 및 영향
청주성 탈환 이후 조헌과 영규 대사는 뿌리 깊은 인연을 가져 이후 제2차 금산 전투에도 함께 참여해 전사했다.

## 같이 보기
- 일본의 군사사